# Chrysler California Cruiser
La Chrysler California Cruiser était un concept car créé par Chrysler. Elle a fait ses débuts au Salon de l'automobile de Paris 2002, montrant la possible future conception de la Chrysler PT Cruiser. Elle avait également la possibilité de se transformer en "chambre d'hôtel" pour deux.
La California Cruiser utilise un moteur quatre cylindres en ligne turbocompressé de 2,4 L développant 215 ch (160 kW). À l'intérieur, elle comportait des inserts argentés sur la garniture de porte, les panneaux latéraux et la garniture de hayon. La Cruiser avait également un système stéréo intégré dans le hayon. L'extérieur était adapté pour le surfeur moyen (d'où le nom, car la Californie est célèbre pour ses surfeurs). Les phares antibrouillard de la California Cruiser ont une différence visible, bien que la PT Cruiser de 2006 ait utilisé des lampes similaires.